# Flamma
Flamma était un gladiateur syrien sous l'Empire romain sous le règne d'Hadrien.

## Histoire
On ne sait pas comment Flamma est devenu un gladiateur. Il pourrait avoir participé à révolte de Bar Kokhba ou avoir été un auxiliaire romain insatisfait. Quoi qu'il en soit, il a très probablement été réduit en esclavage avant d'être vendu à une école de gladiateurs. Il combattit en tant que sécuteur, une classe de gladiateurs à Rome. Ses adversaires communs étaient donc les rétiaires. Les combattants recevaient la retraite ou la liberté s'ils faisaient preuve d'une grande habileté et d'une grande bravoure ; ce faisant, ils étaient récompensés par un glaive en bois connu sous le nom de rudis. Flamma l'a reçu quatre fois, mais à chaque fois il a refusé cette liberté et a choisi de rester un gladiateur,. 
Le nombre de combats dans lesquels Flamma s'est engagé est plus élevé que la plupart des gladiateurs, tels que Purricina Iuvenus, qui a combattu 5 fois, ou Glaucus de Modène, qui a combattu 7 fois. Flamma avait combattu 34 fois et remporté 21 victoires. Il meurt à 30 ans à une période où beaucoup de gladiateurs mourraient bien avant cet âge,,.